# Янкелевич, Идель
Идл (И́дель Бень́юменович) Янкеле́вич (идиш ייִדל יאַנקעלעװיטש‎; фр. и рум. Idel Ianchelevici; 5 мая 1909, Леово, Измаильский уезд, Бессарабская губерния — 28 июня 1994, Мезон-Лаффит, департамент Ивелин, Иль-де-Франс, Франция) — бельгийский и французский скульптор и график. Особенной известностью пользуются его городские монументальные композиции.

## Биография

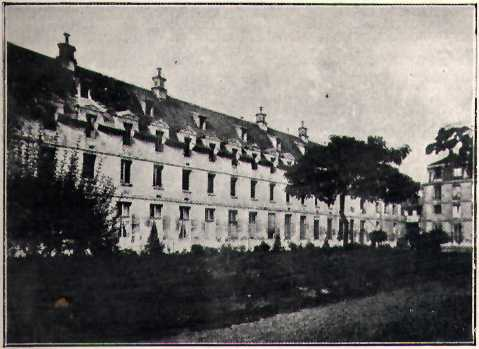
Maternite

Идл Янкелевич родился в приграничном бессарабском местечке Леово (теперь райцентр Леовского района Молдовы) в многодетной еврейской семье. Рано оставшись без матери, рос в Кишинёве. С 1928 года учился на медицинском факультете в Льеже (Бельгия); затем вернулся в Бессарабию, служил в румынской армии (1929—1931), после демобилизации окончательно поселился в Льеже и начал обучение в Académie des Beaux-Arts de la Ville, где в 1933 году получил первую премию за искусство ваяния (premier prix de statuaire à l’Académie des Beaux-Arts de Liège). В том же году женился и поселился в Брюсселе.
В последующие годы выставлялся на многочисленных выставках в европейских городах и в Тель-Авиве, участвовал в проектировании румынского павильона на Exposition internationale universelle в Брюсселе. Создал знаменитого «Ныряльщика» (Plongeur — прыгун в воду) и его арку для l’Exposition Internationale de l’Eau в Льеже в 1939 году.
В 1945 году знаменитая впоследствии скульптура Янкелевича «Зов» (l’Appel, 1939) была установлена в La Louvière и вскоре он приобрёл широкую известность. Национальный памятник политическим заключённым работы Янкелевича был установлен в форте Breendonck неподалёку от Антверпена, который в годы нацистской оккупации использовался в качестве пересыльного лагеря для политзаключённых и евреев Бельгии. В 1950-е годы работал в Леопольдвилле в бельгийском Конго, в основном в области монументальной скульптуры. В Хайфе работал над мемориальным комплексом галицийскому еврейству и памятником возрождению Израиля. В Бухаресте установлена его скульптура «L’aînée». Монументы работы Янкелевича имеются также в Тель-Авиве, Нью-Йорке, Сан-Франциско, Люксембурге, Амстердаме, Париже, Киншасе, Льеже, Антверпене и других городах. С 1950 года и до конца жизни постоянно жил в Maison-Laffitte (департамент Ивелин в Иль-де-Франс).

## Творчество
В начальный творческий период Янкелевич много работал в области металлической скульптуры, главным образом из бронзы; в послевоенные годы перешёл почти исключительно на камень, главным образом мрамор, склоняясь к экспрессионизму. Продолжал заниматься графикой и филателией. Так в 1962 году он создал серию марок в память о жертвах концентрационных лагерей, в 1963 году — в честь Движения 8 Мая и в память политзаключённых форта Breendonck, в 1970 году — в честь Королевы Фабиолы, в 1972 году — с изображением скульптуры «Зов», в 1973 году — бюста валлонского писателя Луи Пьерарра, в 1979 году — в честь 25-летия возведения монумента политическим заключённым. В 2003 и в 2004 годах марки по случаю ретроспективы искусства Янкелевича и в честь его работы «Зов» были выпущены соответственно в Румынии и совместно Бельгией и Румынией. Занимался также и нумизматикой, начиная с 1942 года разработал ряд национальных медалей и орденов Бельгии, а также израильских медалей в память нелегальной алии 1930-50-х годов и восстания в Варшавском гетто.
Бельгийским обществом Les Amis de Ianchelevici под эгидой музея Le Musée en Plein Air du Sart-Tilman раз в три года присуждается «Премия Янкелевича» (Prix triennal Ianchelevici, с денежным призом в 7000 евро) за достижения в области монументальной городской скульптуры (сайт премии). Творчеству Идл Янкелевича посвящены 3 музея в шато Maisons Laffitte (Франция, с 1985 года), La Louvière (Бельгия, с 1987 года) и Goudriaan (Нидерланды, с 1996 года).
Выставка работ Иделя Янкелевича прошла в Национальном музее искусств Молдовы в 2014 году.

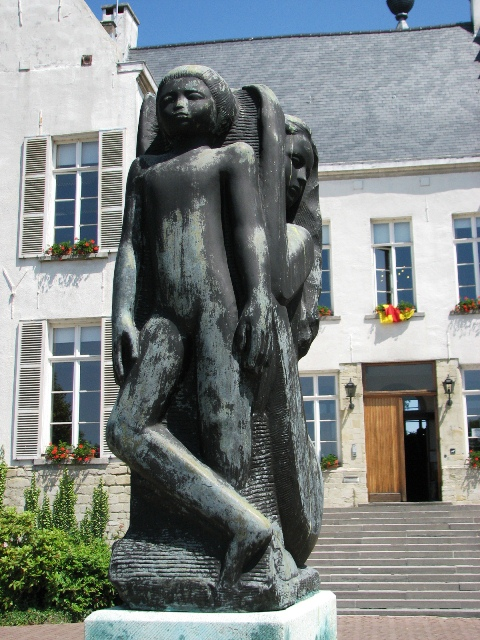
Веммел
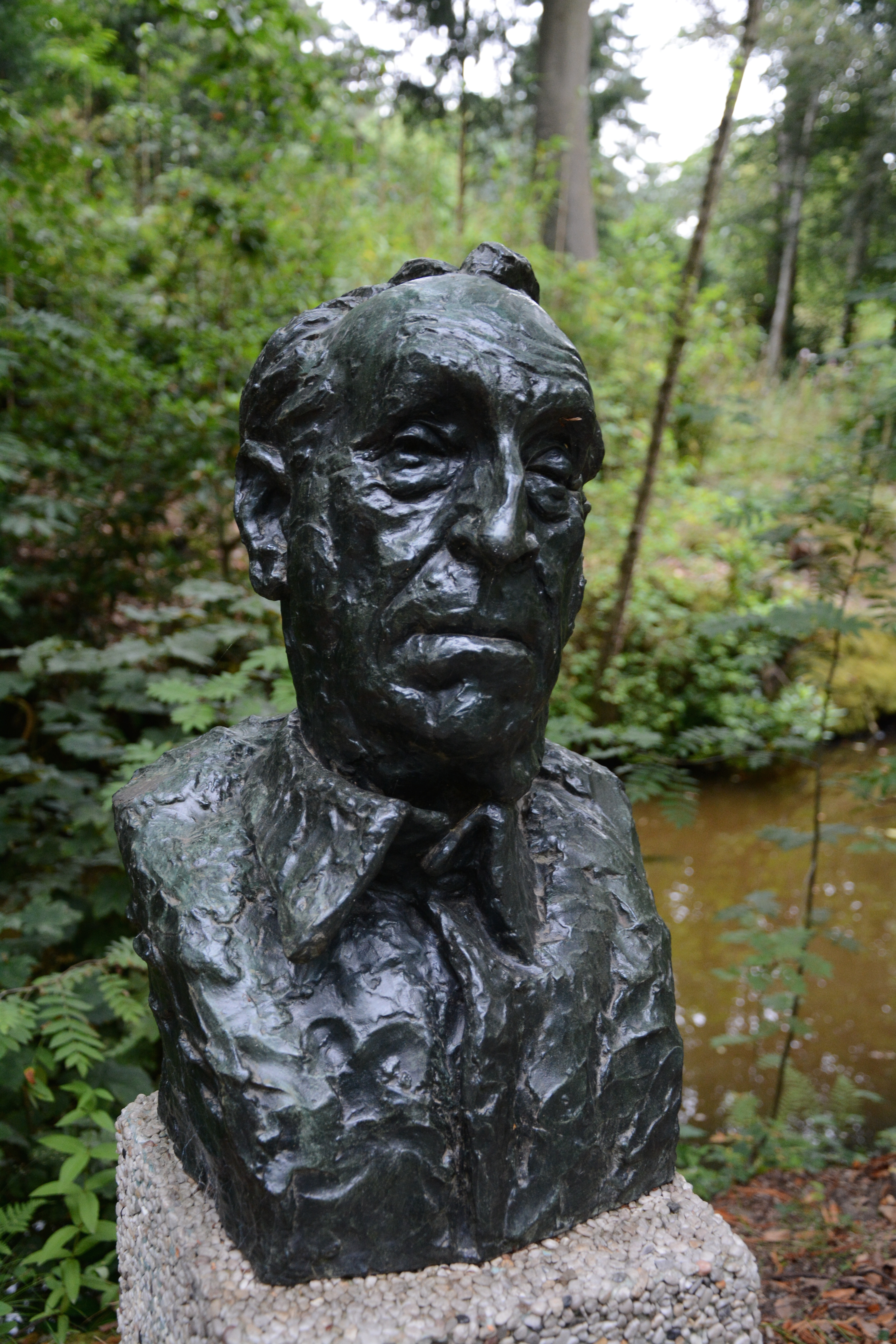
Август Вермейлен
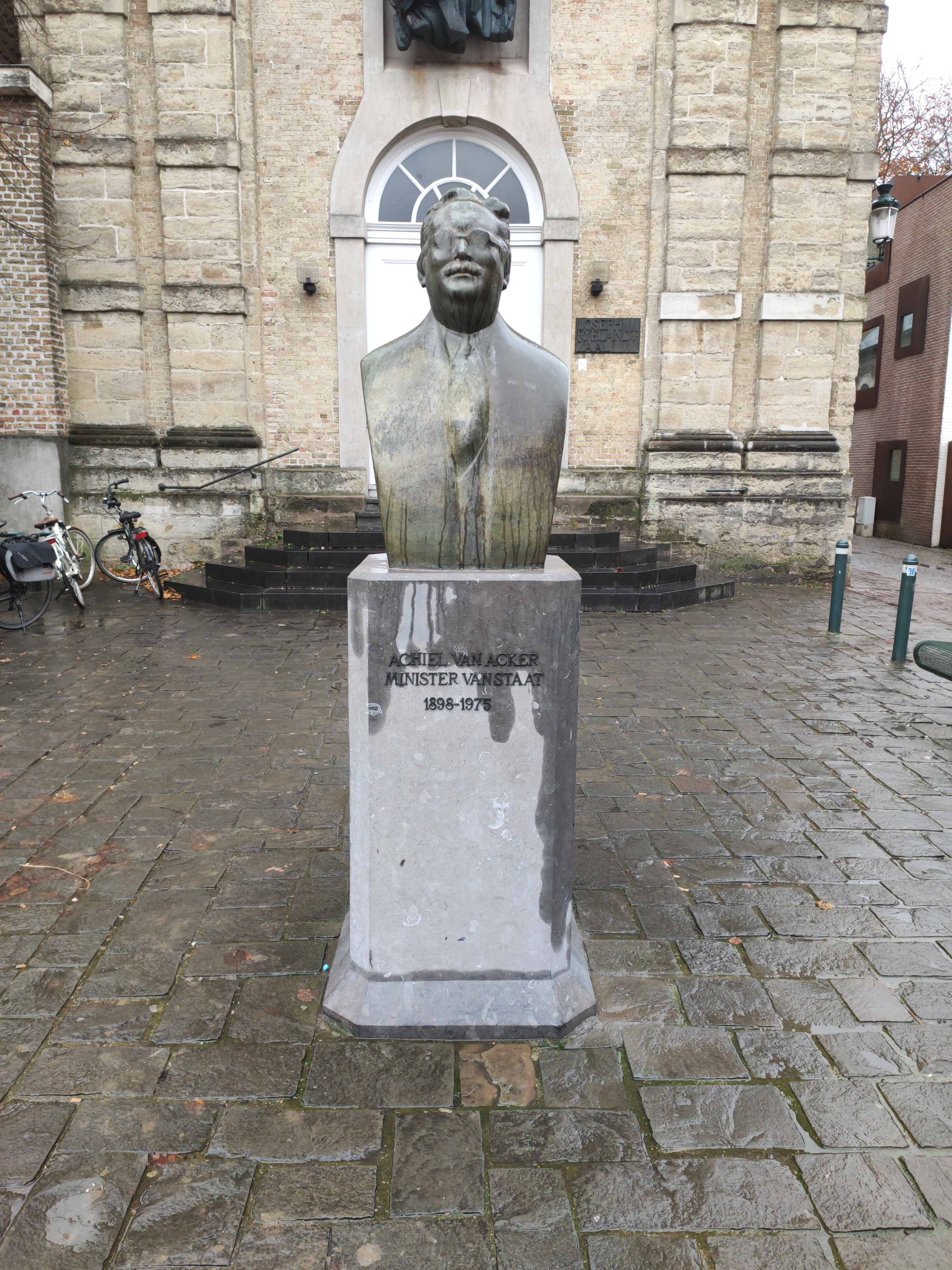
Ахилл Ван Аккер
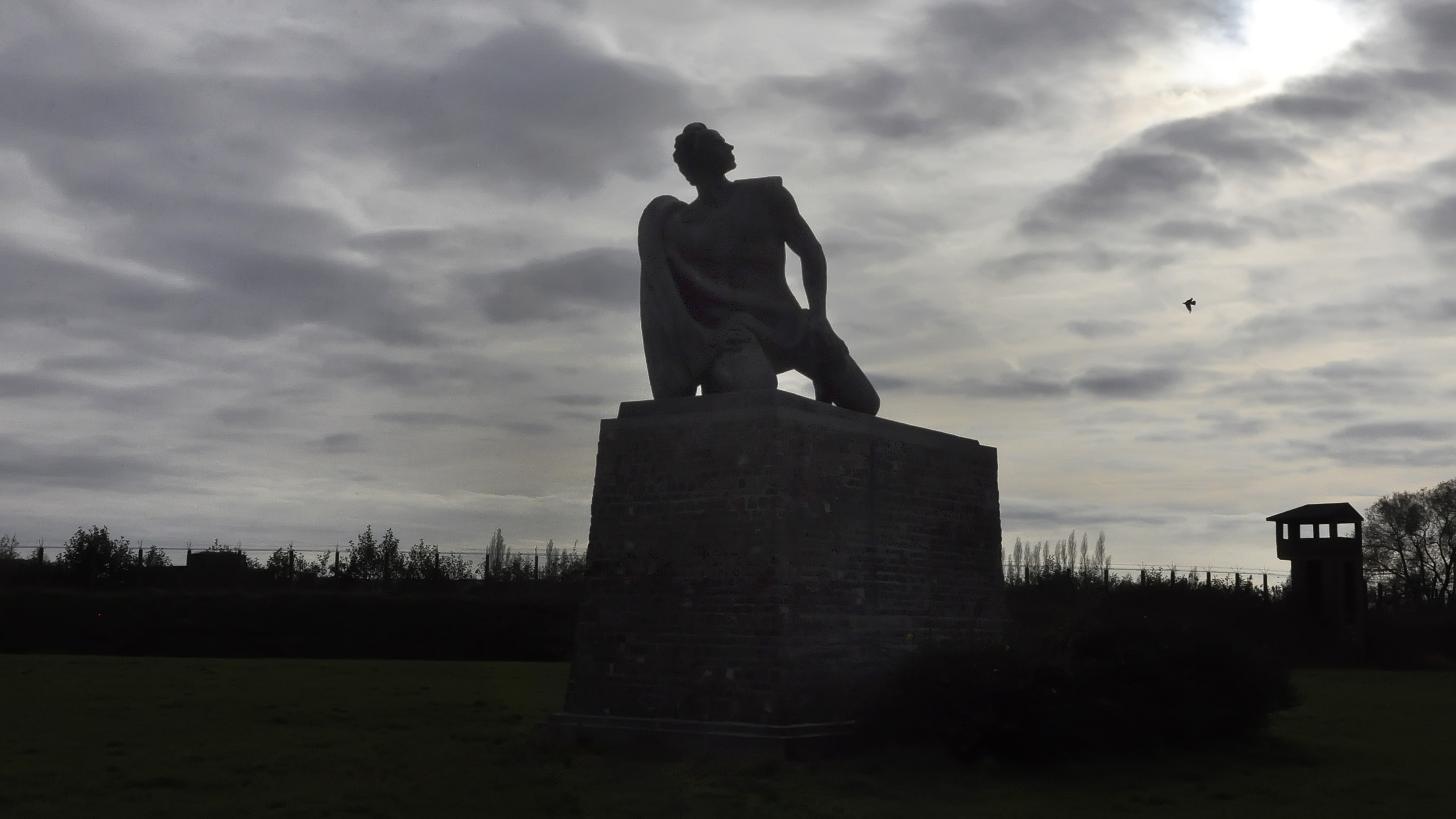
Форт Бреендонк
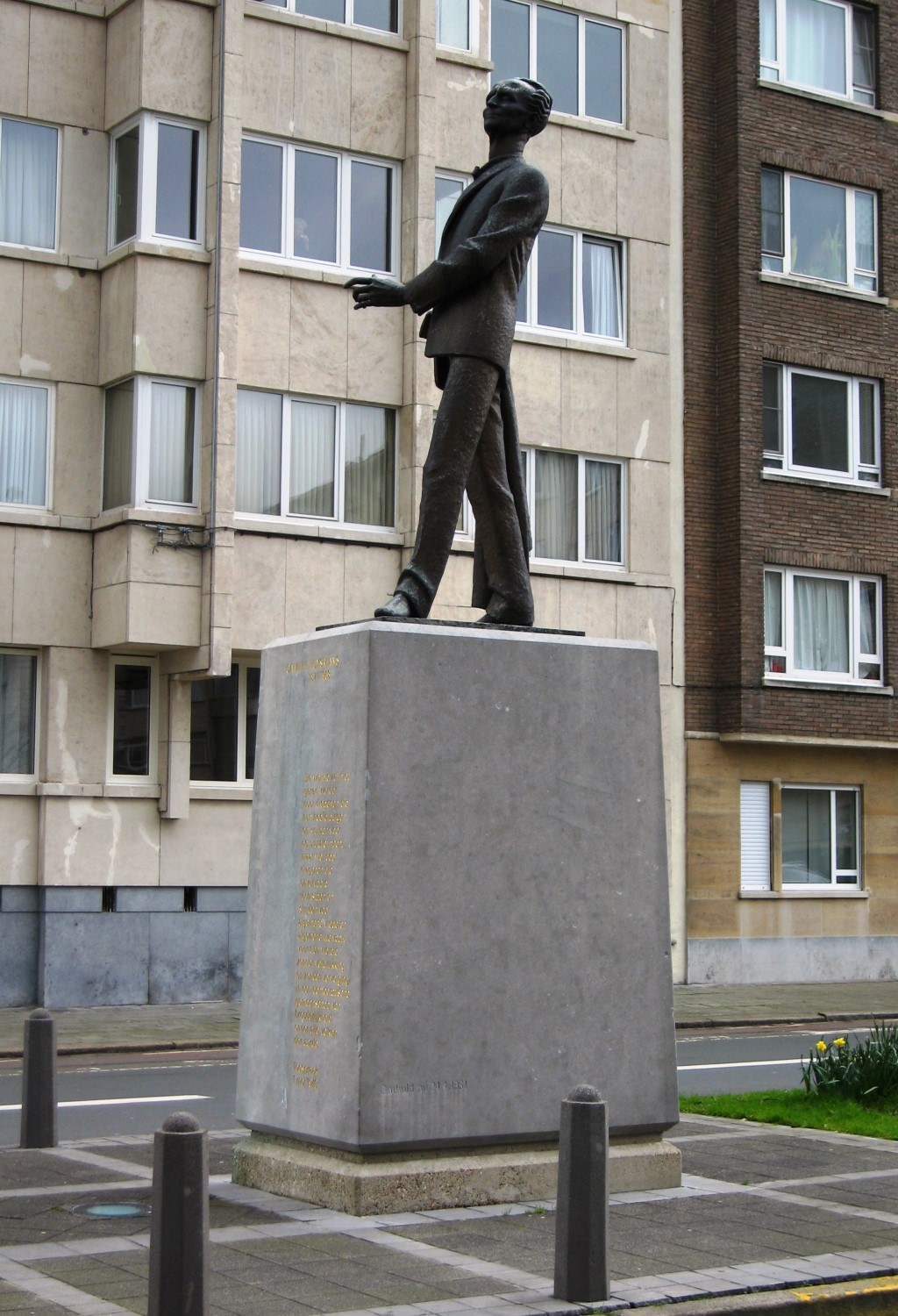
Антверпен
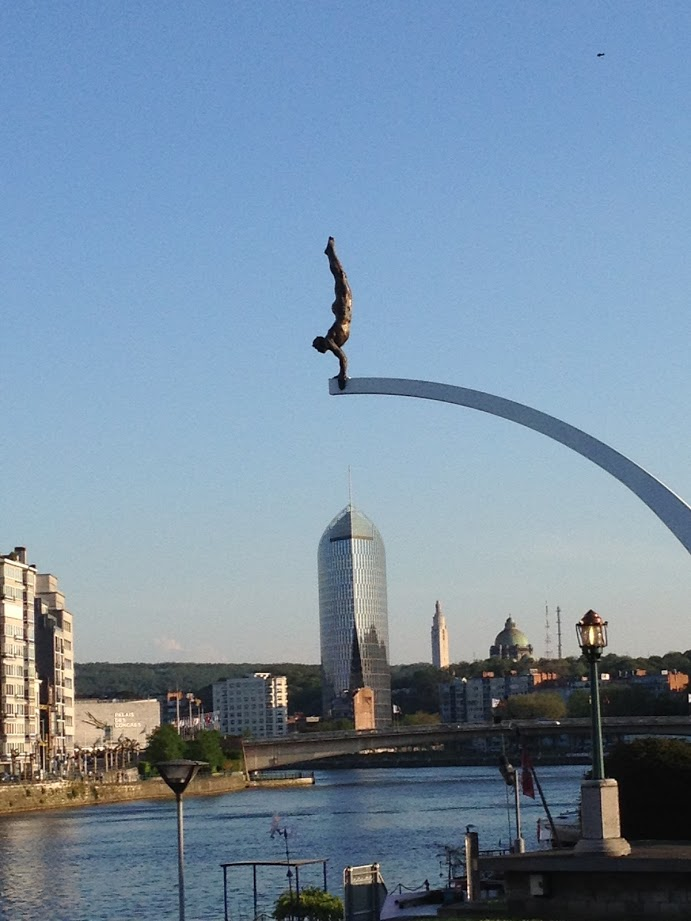
Льеж

## Галерея

### Избранные галереи
- В бельгийском музее Янкелевича
- Выставка в Национальном художественном музее Румынии

### Отдельные работы
- Скульптура И. Янкелевича «L’inconnue»
- Maternité Césarée
- Портрет скульптора
- Фотография скульптора за работой (последнее фото на странице)
- Jeune homme (недоступная ссылка)
- Maternité
- Зов
- Homme assis aux jambes croisées
- Joie
- Портрет художника
- Прыгун 1
- Прыгун 2
- Прыгун (деталь)
- Графика 1
- Графика 2
- Афиша экспозиции в Музее Янкелевича в La Louvière
- Каталог монет
- Скульптура (недоступная ссылка)